# 火者亞三
火者亚三（1473年—1521年），明朝中叶的一位葡萄牙外交人物。
火者亚三是一位定居在满剌加的华人，其早期事迹不详。他原本可能是福建或广东一帶的人，幼年时被阉割為奴，當時福建、廣東等地稱受閹割入富豪家為閹奴的人為「火者」，而「亞三」即「阿三」，或其出身卑微，沒有正式的名字，因在家中排行老三，故而稱之。
1518年，葡萄牙（佛朗机）使者皮莱资奉国王曼紐一世之命出使明朝，要求与明朝通商。鉴于前几次的失败，皮莱资冒充满剌加使者，雇佣了五名华人充当通事（翻译官），火者亚三是其中之一。
1519年，皮莱资等人到达明朝，通过火者亚三与明武宗的宠臣江彬建立关系。火者亚三因为会说葡萄牙语，成为明武宗的宠臣，经常跟随明武宗一起游玩，并教武宗说葡萄牙语取乐。然而，火者亚三日益嚣张跋扈，见到主管外国进贡等事宜的四夷馆主客主事梁焯时，拒绝按照常规礼仪行礼。梁焯大怒，将他鞭挞一番。江彬得知后大骂梁焯，并向明武宗告状。但朝中憎恶江彬及火者亚三品行的人很多，又有朝中重臣帮梁焯求情，因此明武宗并未治梁焯的罪。
1521年，明武宗突然驾崩于豹房。群臣随即杀死江彬，并将火者亚三下狱处死。年四十八火者亞三病逝獄中。随后，明朝禁止佛朗机进贡。有学者据此认为江彬可能谋反，而火者亚三负责同葡萄牙取得联系，以获取武器。